# South Malling
South Malling är en ort i civil parish Lewes, i distriktet Lewes, i grevskapet East Sussex i England. South Malling var en civil parish fram till 1913 när blev den en del av Lewes. Civil parish hade 479 invånare år 1911. Byn nämndes i Domedagsboken (Domesday Book) år 1086, och kallades då Mellinges.